# Мостовка (приток Пышмы)
Мостовка (устар. Мостовая) — река в Свердловской области России. Устье реки находится в 398 км по левому берегу реки Пышма у с. Обуховское. Длина реки составляет 13 км.

## Данные водного реестра
По данным государственного водного реестра России относится к Иртышскому бассейновому округу, водохозяйственный участок реки — Пышма от Белоярского гидроузла и до устья, без реки Рефт от истока до Рефтинского гидроузла, речной подбассейн реки — Тобол. Речной бассейн реки — Иртыш.
Код объекта в государственном водном реестре — 14010502212111200007754.

## Населённые пункты
- Леготино (нежил.)
- Мостовая
- Кокшарова
- Обуховское